# Starbuck (Washington)
Starbuck è un comune degli Stati Uniti d'America, situato nello Stato di Washington, nella Contea di Columbia.